# ミョウザー
ミョウザー（Myo-sa）は、中世・近世のミャンマー（ビルマ）で行われていた食邑制度のこと。ミャンマー語では城市を意味する「ミョウ」と食べるを意味する「サー」の合成語である。王が王族や臣下に特定の城市や村（ユワー）を与えてそこから上がる税金を生活の資に充てさせた。
インワ朝の時代には、王が有力な王族や臣下に重要なミョウを与えて現地に派遣して、軍事的・経済的奉仕を行わせていた。だが、後に世襲化して一方的に王（ミン）を僭称して反乱を起こすものも現れた。そこでニャウンヤン朝では、中央から派遣された文武官が実務を行うようになり、コンバウン朝時代には、当人1代限りの給付とされて現地に派遣されることはなくなり、現地ではダヂーと呼ばれる豪族が支配して諸税を徴収し、所定の金額を中央に納付して受給者はそこから食邑分の支給を受けるか、現地に直接家人を派遣してダヂーから食邑分の支給を受けた。